# Луи-Жозеф Ксавие Франсоа
Луи-Жозеф Ксавие Франсоа (на френски: Louis Joseph Xavier François) е син на Луи XVI и Мария Антоанета, второто дете в кралското семейство. Горделив като по-голямата си сестра Мари Терез Шарлот и много интелигентен, той е трябвало да наследи баща си на трона. Крехкото му здраве не позволява това – Луи умира от туберкулоза в замъка Мьодон близо до Париж преди да навърши 8 години. Точно в деня когато États généraux се събира за пръв път.
1. ↑  500354117 //   9 август 2012 г. Посетен на 21 май 2021 г.